# 実相寺 (北杜市)
実相寺（じっそうじ）は、山梨県北杜市にある日蓮宗の寺院。

## 歴史
創建年代は不明である。当初は真言宗の寺院であった。日蓮宗に転宗した時期について、次の二つの説がある。第一説は日蓮宗宗祖日蓮が、流罪地の佐渡国から帰還する途上、当寺に立ち寄り転宗したという説。第二説は1375年（天授元年）に実相院日応が、当寺住職真理法印を論破し、寺を譲り受けたという説である。当寺公式サイトでは第二説を採っている。
永禄年間（1558年 - 1570年）に現在地に移転した。1561年（永禄4年）の川中島の戦いに際し、武田信玄は家臣に当寺で戦勝祈願を命じている。

## 神代ザクラ
当院には「神代ザクラ」と呼ばれるエドヒガン種の桜があることで知られている。樹齢は約2000年といわれており、日本武尊お手植えの桜という伝説がある。その後、日蓮が当寺を訪れ、樹勢回復を祈ったところ、勢いを取り戻したことから「妙法桜」ともいわれている。

## 文化財
- 山高神代ザクラ（史跡名勝天然記念物 大正11年10月12日指定）[3]
- 実相寺の梵鐘（北杜市指定文化財 昭和53年11月1日指定）[4]
- 蔦木氏代々の墓と石廟群（北杜市指定文化財 昭和60年11月1日指定）[4]

## 交通アクセス
- 須玉ICより車10分。